# Pagan der Mundschenk
Pagan, genannt der Mundschenk, (französisch: Payen le Bouteiller; * vor 1105; † um 1148) war ein französischer Kreuzfahrer und ab 1134 Herr von Oultrejordain.

## Leben
Pagan taucht erstmals 1120 als Mundschenk des Königs Balduin I. von Jerusalem auf. Nach Balduins Tod war er auch Mundschenk des neuen Königs Fulko von Jerusalem. Fulko setzte 1134 den rebellierenden Roman von Le Puy als Herr von Oultrejordain ab und verlieh dieses Lehen Pagan. Gleichwohl blieb Pagan noch bis 1136 Mundschenk Fulkos.
Als Herr von Oultrejordain residierte Pagan in der Burg Montreal. Allerdings begann während seiner Amtszeit um 1142 der Bau der mächtigeren Burg Karak, die Montreal später als Zentrum der Herrschaft ablöste. Er verstärkte auch die Garnisonen seiner kleineren Burgen in Eilat und Vaux Moise. Mit diesen vier Burgen verschaffte sich der Herr von Oultrejordain die Gewalt über die Ländereien von Idumäa und Moab mit ihren reichen Getreidefeldern und den Salzgruben am Toten Meer und kontrollierte zudem die einzig nutzbaren Straßen von Ägypten und dem westlichen Arabien nach Syrien. Allerdings unternahmen die Kreuzfahrer in Oultrejordain keine ernstlichen Versuche der Besiedlung und ließen die Beduinenstämme in den unfruchtbaren Gegenden relativ unbehelligt.
Pagan wird als Teilnehmer des Konzils von Akkon im Juni 1148 genannt.
Nach seinem Tod übernahm sein Neffe Moritz von Montreal (Maurice) die Herrschaft Oultrejordain.